# Тоака
Тоака (рум. Toaca) — село у повіті Муреш в Румунії. Входить до складу комуни Ходак.
Село розташоване на відстані 276 км на північ від Бухареста, 41 км на північний схід від Тиргу-Муреша, 103 км на схід від Клуж-Напоки, 136 км на північ від Брашова.

## Населення
За даними перепису населення 2002 року у селі проживали 1673 особи, з них 1670 осіб (99,8%) румунів. Рідною мовою 1671 особа (99,9%) назвала румунську.